# Abobo
Abobo är en nordlig förort till Abidjan i Elfenbenskusten. Abobo är en av de mest befolkade kommunerna i landet med ca 1 500 000 invånare i ett område på 9 000 hektar (90 km²), en täthet på 167 invånare per hektar. Här finns en järnvägsstation som ligger på järnvägen mellan Elfenbenskusten och Burkina Faso. Université d'Abobo-Adjamé ligger i kommunen.
Författaren Aké Loba var borgmästare mellan 1985 och 1990.
Medeltemperaturen är 30 °C.